# Struna kosmiczna

Wygenerowana komputerowo reprezentacja strun kosmicznych

Struny kosmiczne – hipotetyczne (przestrzennie) jednowymiarowe topologiczne solitony, które mogły zostać uformowane w wyniku złamania symetrii podczas przemiany fazowej we wczesnym Wszechświecie, kiedy topologia stanu próżniowego rozmaitości skojarzona do tego załamania symetrii nie jest przestrzenią jednospójną. Przewiduje się występowanie przynajmniej jednej struny na objętość Hubble’a.
Powstawanie strun kosmicznych jest w pewien sposób analogiczne do niedoskonałości formujących się pomiędzy ziarnami kryształów w płynach podlegających solityzacji, lub też pęknięć formujących się podczas zamarzania wody. Przemiany fazowe prowadzące do powstania kosmicznych strun najprawdopodobniej zachodziły we wczesnych stadiach ewolucji wszechświata, zaraz po kosmicznej inflacji. Ich istnienie jest przewidywane na gruncie  kwantowej teorii pola oraz teorii strun.